# Phlegmariurus cunninghamioides
Phlegmariurus cunninghamioides är en lummerväxtart som först beskrevs av Bunzo Hayata, och fick sitt nu gällande namn av Ren Chang Ching. Phlegmariurus cunninghamioides ingår i släktet Phlegmariurus och familjen lummerväxter. Inga underarter finns listade i Catalogue of Life.